# 潮田ひかる
潮田 ひかる（しおた ひかる、1993年6月1日 - ）は、日本のタレント、元グラビアアイドルである。
神奈川県出身。旧芸名は塩田ひかる。神奈川県立横須賀高校を卒業後、玉川大学文学部卒業。

## 略歴
進学する時に大学を見学していた際にスカウトされ、芸能界入り。2012年、アイドルユニット『カタモミ女子』メンバーとしてデビュー。平塚由佳とともにオリジナルメンバーの0期生。また秋葉原に同名の店舗を構える肩もみ専門店の看板娘としても勤務していた。
当初は本名で活動。同名のプロレスラーがいることから、2015年1月に「塩田ひかる」に改名。2015年4月に読みは同じながら「潮田ひかる」に改め活動している。
2015年3月にメンバー6人が卒業するが、平塚とともに残留。
2015年5月、秋田書店主催のミスコン「ミスヤングチャンピオン2015」において前期合格。5月30日より『ヤンチャン学園』および『ヤンチャン学園 音楽部』の2015年メンバーとなる。後期でも支持を得て、8月16日、ミスヤングチャンピオン公式サイトおよび同誌紙面において第6回ミスヤングチャンピオンの単独受賞が発表された。なお、ミスヤングチャンピオンの単独受賞は第1回（牧野結莉亜）以来5年ぶり2人目。
2016年1月23日、カタモミ女子公式サイトにて2月11日をもってのカタモミ女子解散が発表される。解散後はヤンチャン学園での活動のほか、平塚を除く元メンバー5人でカタモミ女子の楽曲を歌う『→限定復活女子←』を結成、3公演を行う。
2016年4月27日、“『龍が如く』10周年記念「復活!『龍が如く6』出演者オーディション」”の最終選考会が行われ、総勢1000名を超える中からゲーム内する出演者5名に選ばれた。
2016年8月24日、ヤンチャン学園卒業を発表。9月10日、ソムリエチャンネルプロデュースのユニット「あと3センチ」に加入。なお前年に休学していたため、2016年秋に大学を卒業している。
2017年6月1日付けで、WB所属となる。6月4日、新宿レッドノーズにて「潮田ひかる生誕ワンマン〜君の名は。おしお〜」を開催。
2018年3月24日、アイドルユニット「あんどもあ」への加入が発表される（「あと3センチ」と兼任）。10月31日で兼任を解除。
2017年以降、競輪イベントや競輪番組のキャスターも多く務め、ケイリン女子とも呼ばれていた。2019年12月1日をもって「あと3センチ」を解散。この前後でWBを退所。
2021年4月18日、新宿アルタ KeyStudioでの「黒咲もあ生誕&あと3センチ復活ライブ」で「あと3センチ」が一夜復活。同年11月21日、同年12月19日の撮影会を以って芸能界を引退することを自身のTwitterで公表した。
2023年4月1日、新宿アルタ Keystudioでの「もう会うのは最後だよ、集まれ愉快な仲間たち〜あと3センチ復活ライブ〜」で活動復帰。MCは電撃ネットワークが務めた。

## 人物
趣味は日なたぼっこと読書。特技は口パク。
運動は苦手であり、かつてはアルバイトで塾の講師をしていた。小学生時代の女性の担任教師に憧れて、将来は学校の先生になりたかったが、周囲から「生徒の母たちに受けるのは難しいんじゃないか」と諭されて、自分もそうかもと思い、断念する。
頭の回転の良さをアピールしているが、グループでは天然キャラである(いわく計算高い天然)。タイ料理が好き。好物は干しいもとビーフジャーキー。
「頑張るけど頑張らない」を目標にしている。
セガフェス48時間放送ではバラエティー対応力を見せ、なすなかにしから『一番悪い子やろ』とつっこまれた。
一方、大学時代は比較文化学科を専攻し、英語、数学、国語を教える塾講師として活動していた一面も持つ。
好きな男性なタイプはプロレスラーのようなマッチョ。体躯はもちろん、ストイックな姿勢に惹かれるという。

### ユニット活動
解散、脱退ユニットはその時点のメンバーを表記
| 年度                      | ユニット名            | 他メンバー |
| ------------------------- | --------------------- | --- |
| 2012年 - 2016年           | カタモミ女子          | 平塚由佳、常盤小百合、並木紅、橋本なお、葉音                                                                         |
| 2015年 - 2016年9月        | ヤンチャン学園 音楽部 | アイシス、枝窪純子、小野桃花、国友愛佳、斉藤結女、辻村ゆりな、葉月、花井円香、藤縄穂月、幕内里奈、港乃碧、若原ゆめの |
| 2016年9月 - 2019年12月1日 | あと3センチ           | いけながあいみ、和泉美沙希、蓬田結梨杏                                                                               |
| 2018年3月24日 - 10月31日  | あんどもあ            | 早坂美紅、さくらみあ、星美由芽                                                                                       |

## 作品

### CD

#### シングル
- Snowdrop（ヤンチャン学園音楽部、3rdシングル　発売元：ダイキサウンド）

#### アルバム
- カタモミEP（2015年10月25日）- カタモミ女子として

### 配信楽曲
- BRAN-NEW STAGE（Full Spec Edition）（2016年12月、JOYSOUND×「龍が如く極」カラオケ配信[31]） - ひかる&えりな with 桐生一馬名義

### 映像作品
- はじめまして!私達!『カタモミ女子』です!!Vol.2（2013年9月19日、ソフト・オン・デマンド）佐藤ひかる名義。唐澤すみね、真田真奈美との共演[32]。
- キュート!（2015年3月20日、竹書房）塩田ひかる名義[33]
- きらきらひかるん（2015年6月19日、グラビジョン）[34]
- ミスヤングチャンピオン2015潮田ひかる[35]（2016年1月22日、イーネットフロンティア[36]）
- ひかるの愛をキミへ（2017年9月29日、スパイスビジュアル[37]）
- もっと欲しい!!!（2018年12月21日、スパイスビジュアル[38]）

## 出演

### テレビ
- ピグ☆１-MC争奪バトル-[2]（アイドル専門チャンネルPigoo）
- じゅん散歩（2015年12月15日、テレビ朝日） - 秋葉原回[39]
- 真夜中のおバカ騒ぎ（2016年6月、TOKYO MX）[40]
- 東京オーディション(仮)(2016年6月20日、TOKYO MX) - マシェバラリコメンドコーナーMC
- 360°まる見え！VRアイドル水泳大会(2017年4月25日、フジテレビ)[41]

### ラジオ
- GIRLS♥GIRLS♥GIRLS =flying high=　ヤンチャン学園音楽部 土夜にヤングチャンピオン(FM FUJI)- ヤンチャン学園音楽部として2015年10月より不定期出演[42][43]

### 舞台
- 月喰マスカレイド prism waltz（王子BASEMENT MONSTAR、2016年12月15日 - 18日）[44] - 守璃 役

### 映画
- ミスムーンライト（2017年2月26日、松本卓也監督）[45]
- 神の発明。悪魔の発明。（2019年1月11日、岩崎登監督）[46]

### オリジナルビデオ
- 本当にあったエロ怖い話 過激すぎる実話恐怖怪談 2018年春版（2018年2月2日、十影堂エンターテイメント）
- 真夜中の怪談 芸能各界の最恐実話 17編 （2018年3月2日、十影堂エンターテイメント）

### インターネット配信
- カタモミヌーボー（ニコニコ生放送・CONECTチャンネル）
- 花鳥風月Ustream（Ustream）2015年9月27日放送分 - 共演：スパイシーK、岡田剛史、漁師JJ
- 和泉美沙希のソムリエジャンクション（マシェリバラエティ）
  - 2015年10月10日[47]
  - 2016年10月22日[48]
- ヤンチャンネル（ニコニコ生放送・マイスマTVチャンネル）2015年10月25日 - ヤンチャン学園 音楽部として
- 週プレモバイル（集英社）2015年12月10日 - グラビア配信[49]
- 高松雪乃の『はちゅめまして!!』（WALLOP）
  - 2016年3月21日 - 森崎のどかとヤンチャン学園として出演
  - 2016年11月16日
- 【ニコ生】コミックス「蟻の王」3巻発売記念 生放送!（TSUTAYAチャンネル）2016年04月08日 - 司会
- セガフェス　48時間生放送　『龍が如く6』出演キャバ嬢による『龍が如く5　夢、叶えし者』復習プレイ（2016年11月18日 - 19日、ニコニコ生放送、YouTubeライブ、FRESH! by AbemaTV）[50][51]
- だいまじんの”こんなところで「競輪」買ってみた！（KEIRINマルシェ）♯6 - ♯7[52]
- 松阪競輪・ミッドナイト競輪中継司会
- 360°まる見え! VRアイドル水泳大会（2019年9月13日、フジテレビオンデマンド）[53]

### 雑誌
- 『BARFOUT!』（2012年、ブラウンズブックス)
- 『サイゾー』（2013年1月号、サイゾー） - カタモミ女子として
- 『特選街』(2014年1月号、マキノ出版)
- 『ヤングチャンピオン』（秋田書店）
  - 2015年No.12 5月26日発売号[54]
  - No.15 7月14日発売号 - センターグラビア
  - No.18 8月25日発売号[55]
  - No.20 9月23日発売号 - センターグラビア
  - 2016年No.2 2015年12月22日発売号 - ヤンチャン学園音楽部としてセンターグラビア[56]
  - 2016年No.3 1月12日発売号 - センターグラビア[57]
- 『週刊大衆ヴィーナス』（2015年 6月2日号、双葉社） - カタモミ女子として
- 『B.L.T.』（2015年11月号 9月24日発売、東京ニュース通信社）
- 『別冊ヤングチャンピオン』（2015年12月号 11月2日発売、秋田書店） - 付録DVD
- 『EX MAX! Special』（2016年2月11日、ぶんか社） - 犬童美乃梨の突撃!!チアリーディング
- 『週刊プレイボーイ』（2016年No.21 5月23日号、集英社） - グラビアアイドルちっぱい番付（小結）
- 『ヤングチャンピオン烈』（2016年 6月21日号、秋田書店） - 表紙（神谷えりなとの共演）
- 『月刊キスカ』（2017年7月号、竹書房） - 付録DVD
- 『週刊ヤングジャンプ』（2017年No.43、集英社）

### ゲーム
- 龍が如く6 命の詩。（2016年12月8日、セガ）　- キャバ嬢・ひかる 役

### イベント

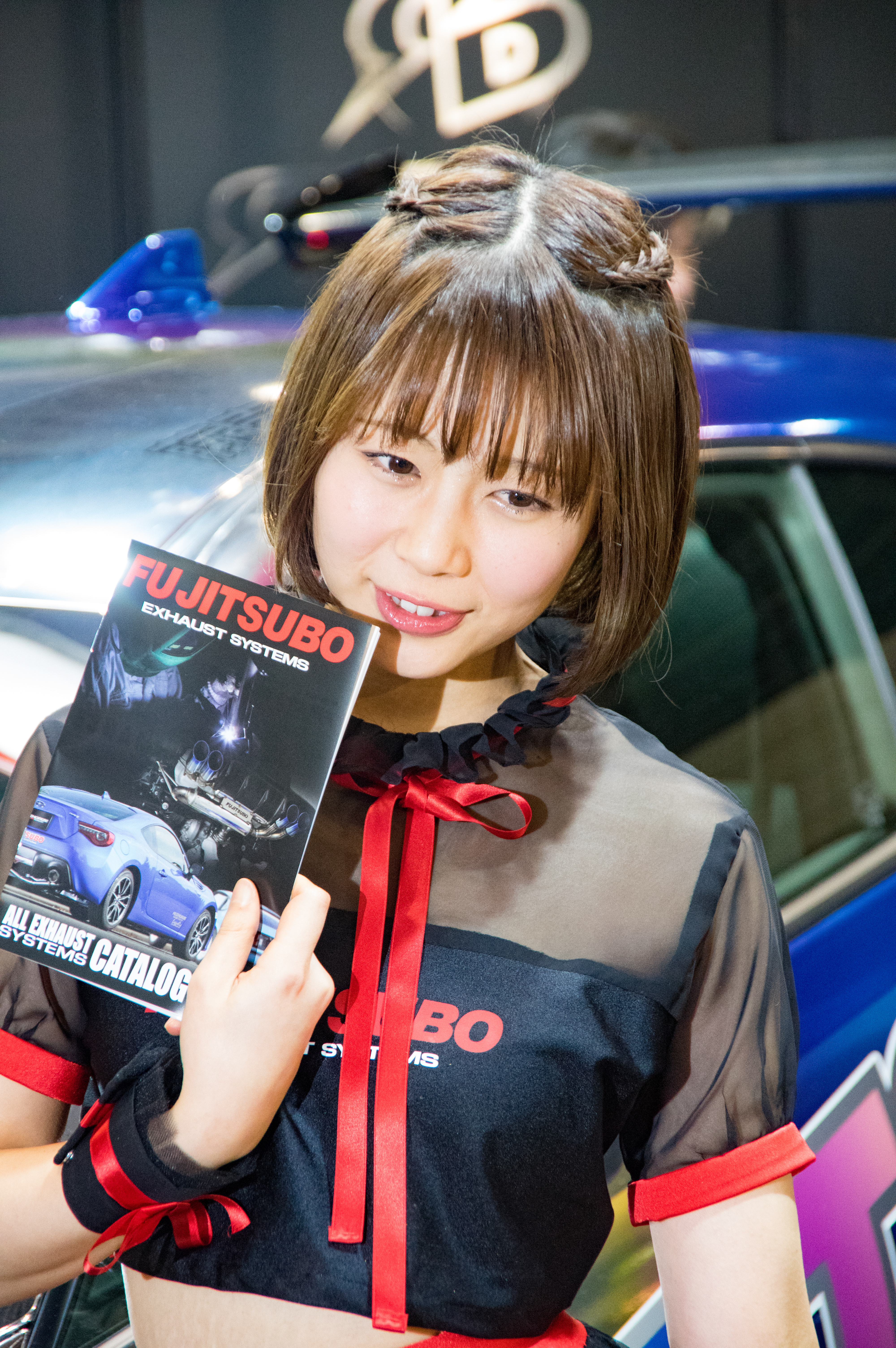
2017年、東京オートサロンにて

- ニコニコ神社 IN 海の家（2012年） - 巫女役
- お台場合衆国「れ〜べ〜神社」（2013年） - 巫女役
- ニコニコ超会議2015（2015年5月6日、ドワンゴ） - 超ユーザー生放送にシネマフレッシュ枠で出演
- シアタープロレス花鳥風月（2015年5月30日、浅草橋ヒューリックホール） - ゲスト
- AKIBA TOKYO COLLECTION（2015年8月24日、ベルサール秋葉原B1） - 平塚とともに出演[58]
- ヤンチャン学園卒業式&入学式&ミスYC6代目グランプリお披露目ワンマンライブ(8月30日、東京・BIGFUN平和島)[59]
- シアタープロレス花鳥風月（2015年9月27日、浅草・アサヒビール スーパードライホール） - カタモミ女子として[60][61]
- 東京オートサロン2016（2016年1月15日 - 17日） - Car☆Xs×BOMEXブースコンパニオン
- 森崎のどか 生誕祭～脱・未成年～（2016年3月6日、下北沢・ろくでもない夜） - ヤンチャン学園、限定復活女子として
- 東京ゲームショウ2016（2016年9月15日 - 18日） - セガゲームス コンシューマ・オンラインカンパニーブース・フォトスポット[62]
- 東京オートサロン2017（2017年1月13日 - 15日） - FUJITSUBOブースコンパニオン
- TOKYO GRAVURE IDOL FESTIVAL 2017（2017年8月4日 – 6日、TOKYO IDOL FESTIVAL 2017　GRAND MARKET）[63]
- 競輪・第26回寛仁親王牌キャンペーンガール（2017年10月、前橋競輪場）[64]
- 東京オートサロン 2018「FUJITSUBO」ブースコンパニオン（2018年1月12日 - 14日、幕張メッセ）[注 1]

### レースクイーン
- スーパー耐久シリーズ 2016・Honda Cars. 野崎 with クスコ&BOMEX - FUJITSUBOギャル[65]

### モデル
- シアタープロレス花鳥風月「ハットトリック」Tシャツ（2015年） - モデル[66]
- Photographer 安部マサヒロ presents「女優水族館」（2016年6月4日 - 10日、東京・ギャラリー白線） - モデル[67]
- 多重ロマンチック本舗（2017年）- モデル[68]

### その他
- 秋田書店・少年チャンピオンコミックス「蟻の王」4巻カバー（原作：塚脇永久、作画:伊藤龍）[69]
- 共立女子大学・教養教育科目「女性と社会」特別授業講師（2017年6月6日、共立女子大学）[70]